# Terespol (stacja kolejowa)
Terespol – stacja kolejowa położona w Terespolu w woj. lubelskim przy granicy z Białorusią (jest to ostatnia stacja po polskiej stronie granicy). Według klasyfikacji PKP ma kategorię dworca lokalnego. Zlokalizowana jest na międzynarodowej linii kolejowej E 20 Berlin – Moskwa. Stacja posiada 3 perony, bocznice towarowe oraz semafory świetlne i kształtowe.

## Ruch pasażerski[2]
| Rok  | Wymiana pasażerska na dobę |
| ---- | -------------------------- |
| 2017 | 1500                       |
| 2018 | 1200                       |
| 2019 | 700-999                    |
| 2020 | 700-999                    |
| 2021 | 500-699                    |
| 2022 | 700-999                    |
| 2023 | 1100                       |

## Galeria

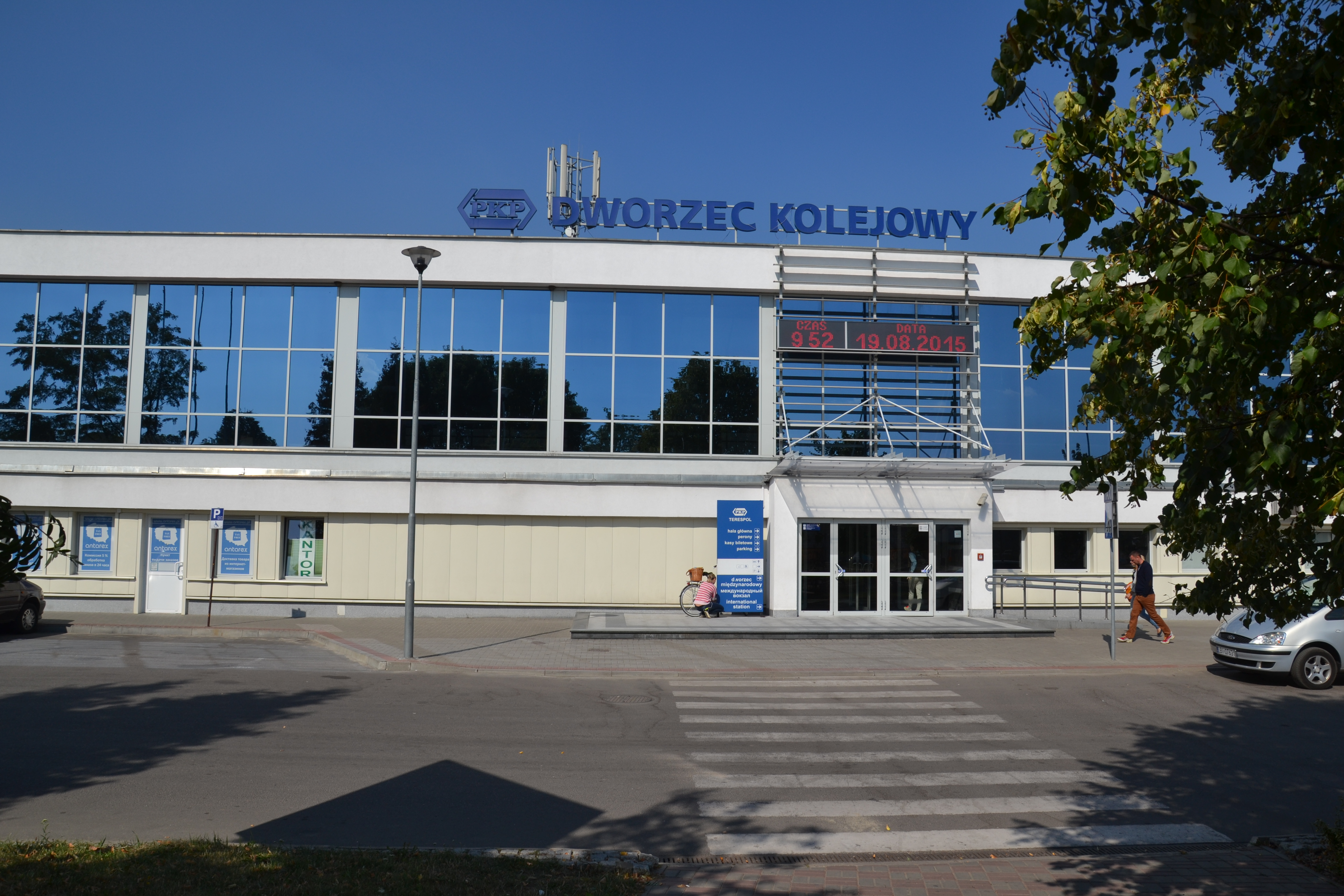
Dworzec od strony miasta
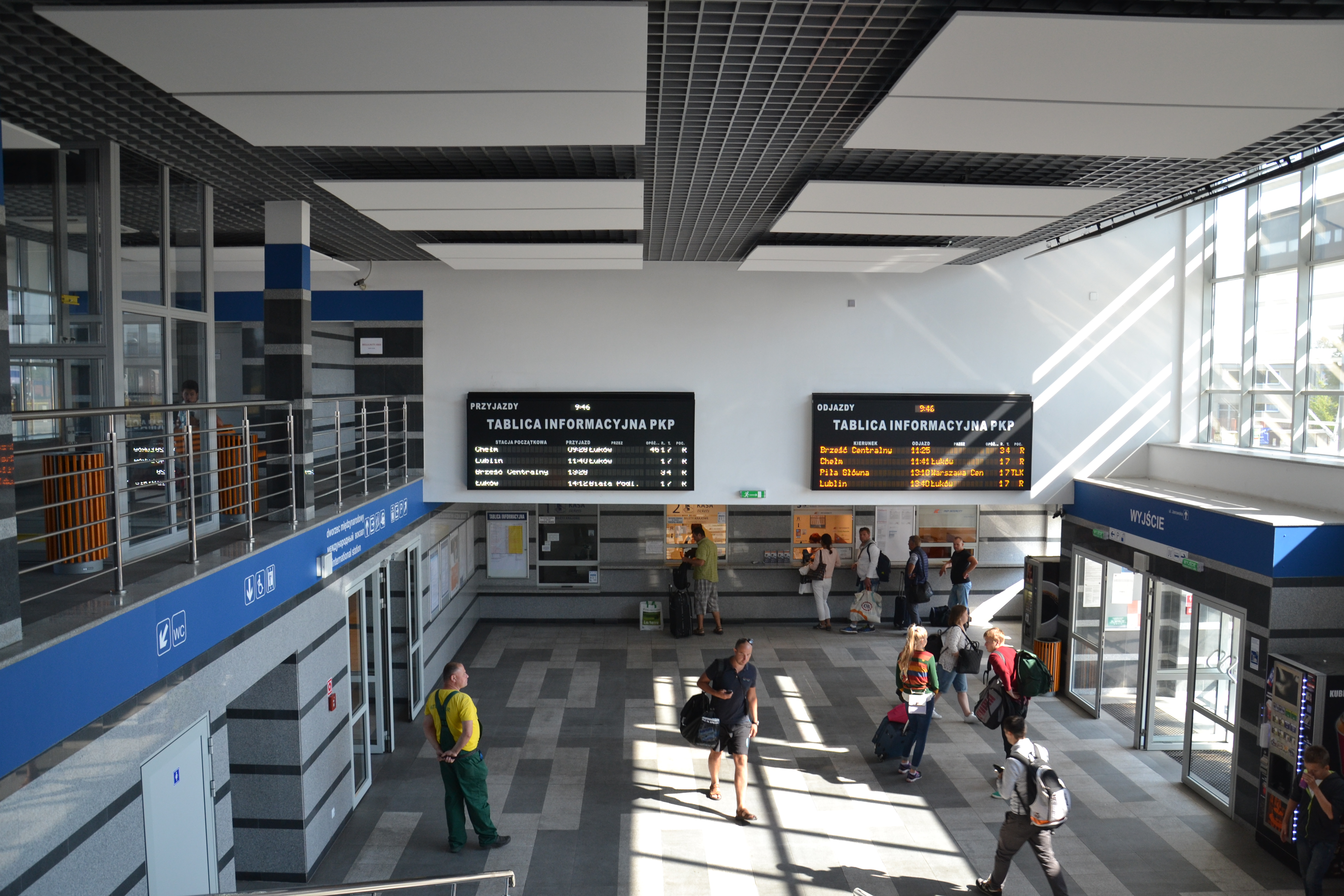
Wnętrze dworca
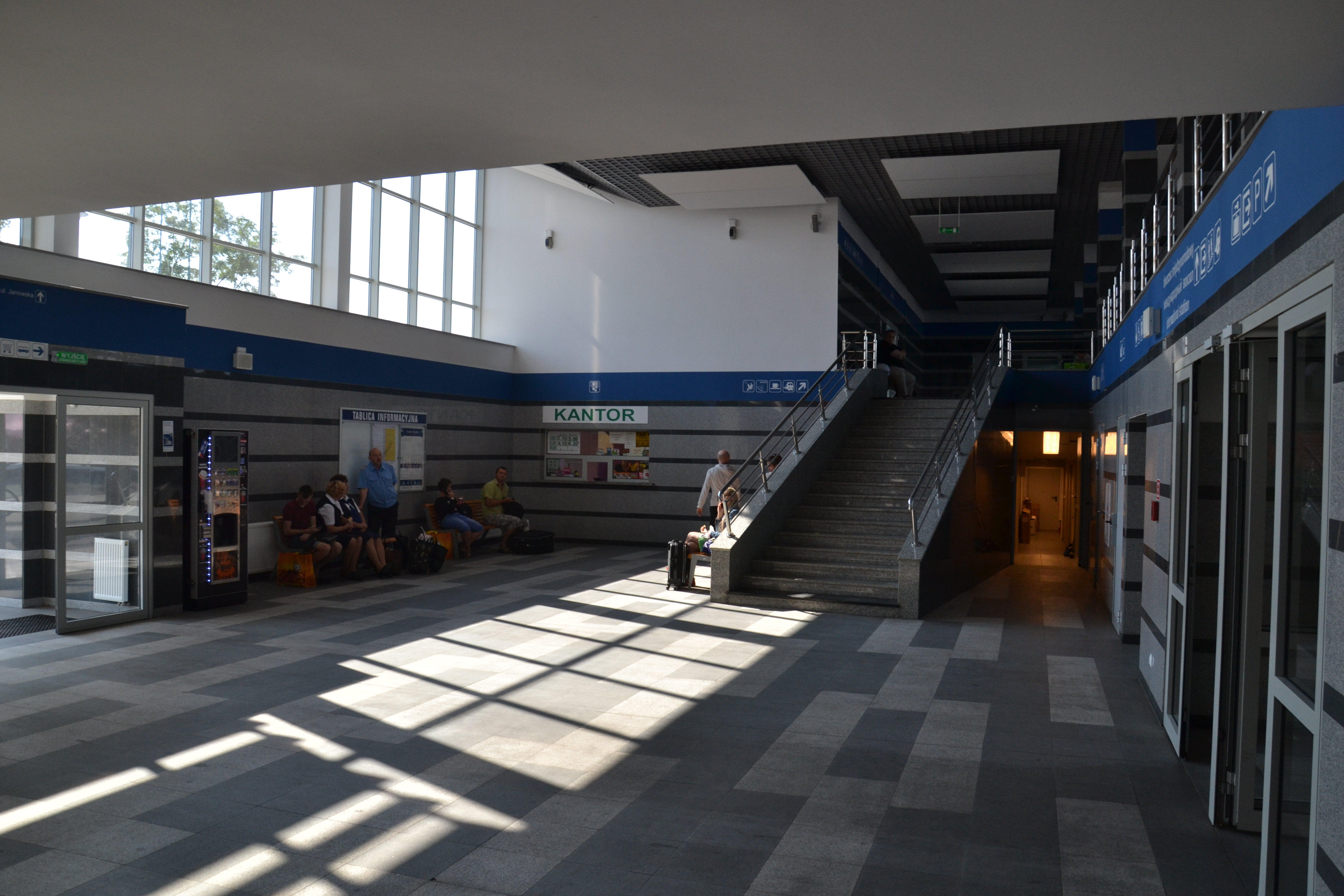
Wejście na górny poziom
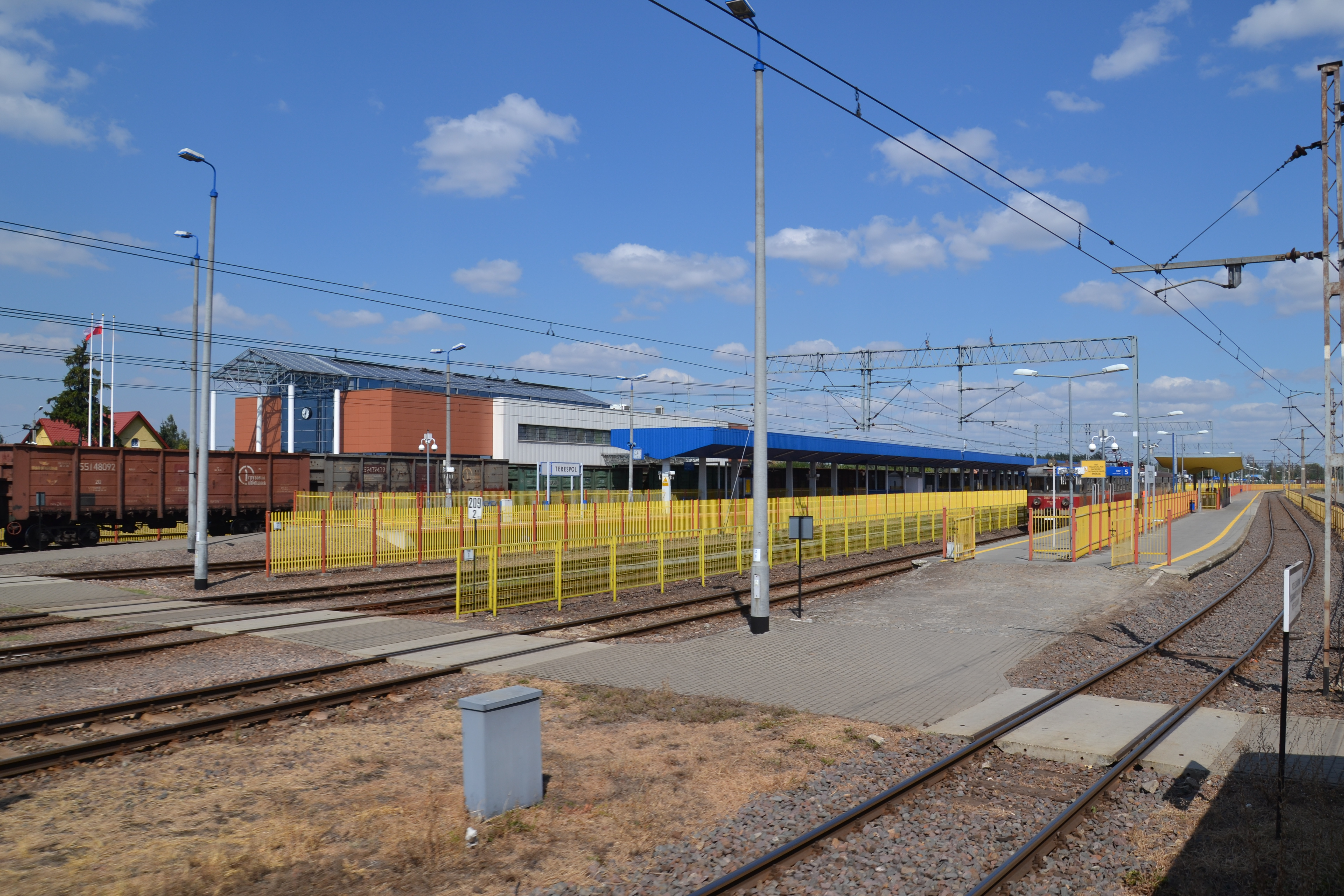
Perony